# Starting-Up in America
O Starting-Up in America é um documentário de 2011 que retrata os desafios, os quais empreendedores estrangeiros enfrentam para criar e manter startups na região do Vale do Silício. Sua duração é de aproximadamente de 24 minutos e sua produção durou cerca de dois meses, com a contribuição de integrantes do Kickstarter e interação com colaboradores diversos através do Twitter. A obra é dirigida por Tarik Ansari, produzido pela Basil Glew-Galloway.

## Sinopse
O enredo é baseado em um conjunto de entrevistas organizadas pelo Tarik, um cidadão originário da França, que cursou sua graduação no seu país natal e escolheu São Francisco para investir em sua carreira profissional, acreditando nas oportunidades de investimento e no grande número de casos de sucesso no Vale do Silício, como por exemplo Google, Apple, Microsoft, entre outras, as quais também contribuem para aumentar o estímulo de investidores de risco, os venture capitalists (VC’s). Então, com o objetivo de empreender na área de tecnologia web, ele descobriu que, para criar uma startup nos Estados Unidos, é preciso ter um visto de trabalho, cujas limitações e condições de utilização criam entraves para o desenvolvimento e crescimento destes empreendimentos. A partir daí, Tarik se sentiu curioso para saber se existiam mais pessoas passando pelos mesmos desafios. E assim, foram realizadas entrevistas com alguns jovens estrangeiros fundadores de empresas, as quais eles descrevem e opinam sobre alguns assuntos relacionados ao empreendedorismo estrangeiro nos EUA.

## Entrevistados

### Augusto Marietti
De origem italiana, Augusto cursou economia na Universidade de Milão. É CEO do Mashape, uma startup especializada em, segundo a descrição traduzida do site, “O lugar para construir, distribuir e monetizar API’s públicas e privadas”, ou seja, um repositório de API’s web que possibilita o armazenamento, divulgação e comercialização dessas interfaces. Durante seu tempo livre, ele pratica skydiving.

### Ben Way
Ben nasceu no Reino Unido, é o fundador de uma incubadora de Startups chamada The Rainmakers, além do OE2 Club, um clube para imigrantes e profissionais expatriados. Ben possui um grande destaque em seu país, com mais de 10 anos de experiência no mercado. Sua incubadora possui empresas em diversas áreas, incluindo TI e desenvolvimento sustentável, esta última rende a ele participações em programas de TV.

### Brian Wong
Brian é canadense, criou o Kiip, uma startup baseada em propaganda direcionada durante a execução de jogos de plataforma móvel. O Wall Street Journal considerou-o a pessoa mais jovem a receber um investimento de Venture Capital. E com 18 anos, foi um dos primeiros a concluir o Bacharelado em Comércio na Universidade de British Columbia, após pular 4 séries do ensino fundamental e médio. Recebeu ainda vários destaques, sendo considerado pela Mashable “um dos Top cinco empresários para se buscar”. Recentemente entrou para o seleto grupo C100, formado por empresários canadenses, executivos e venture capitalists, sediado no Vale do Silício.

### Yu-kai Chou
Yu-kai é taiwanês, fundador do RewardMe, um aplicativo de gerenciamento de recompensas para os clientes de restaurantes e demais comércios varejistas. Ele também realizou trabalhos com palestras em diversos lugares, como Stanford, Google e a Internet Marketing Conference. Foi selecionado entre 50 participantes da Cúpula Nacional do Clima, do então Governador Arnold Schwarzenegger. Sua empresa foi destacada como uma das 10 melhores redes sociais para integrantes da “Geração Y”, além de ter sido considerado em primeiro lugar em “This Week In Startups - LA”, de Jason Calacanis, e ter participado do programa. Ele é consultor de várias startups e organizações na Califórnia e em Israel. É graduado em Economia na UCLA (Universidade da Califórnia), e especializado em Economia Verde Chinesa
.

### Ronald Mannak
Ronald é holandês, criador da Yobble, empresa criadora de um dispositivo que se conecta ao iPhone para simular uma air guitar. Ele gosta de criar coisas divertidas e que fazem as pessoas se sentirem bem. Foi também o criador do aplicativo iPhone BeatBox, o qual auxilia o usuário para mixagem de toques para o aparelho, tendo inclusive demonstração em vídeo feita por Steve Wozniak.

### Carlo Alberto Degli Atti
Carlo é italiano, é fundador da Concept.it, uma empresa italiana de consultoria de negócios, e está perto de fundar sua terceira empresa. É criador do myK, um software capaz de coletar e analisar feedbaks, e considerado um dos mais importantes em Gestão Empresarial em Feedback, único desenvolvido no Sul da Europa. myK é capaz de analisar dados tanto internos quanto externos, fazendo cruzamentos com “apenas um clique“, e possui padrões de integração com a arquitetura corporativa.

### Vinny Lingham
Nascido na África do Sul, Vinny  é CEO da Yola, uma startup que fornece um serviço de criação rápida de sites, e outros serviços associados. Ele também é fundador de uma ONG chamada SiliconCape.com, localizada em seu país natal, que visa desenvolver tecnologicamente a região da Cidade do Cabo. Conseguiu arrecadar cerca de 25 milhões em Venture Capital, e possui escritórios em São Francisco e na Cidade do Cabo. Atualmente vive e trabalha em São Francisco. Já foi fundador e CEO da incuBeta, uma empresa de marketing de busca global, com escritórios nos EUA, Reino Unido e Cape Town.

## Temas abordados

### Ambiente para cresicmento de Startups nos EUA
O Vale do Silício é considerado uma região de intensa inovação tecnológica, onde surgem diversas empresas de sucesso no setor de TI, sendo então um local bastante notado por empresas que pretendem investir em startups, visando margens altíssimas de lucro. Devido a essa notoriedade, empreendedores possuem maiores chances de conseguir financiamento para crescimento de suas ideias, além de um suporte bem estruturado, composto por incubadoras e aceleradoras, e ainda mão-de-obra qualificada através da Universidade de Stanford.

### Benefícios econômicos para a economia do país
As startups podem ajudar a crescer a economia do país, gerando capital e empregos para os cidadãos. Segundo estudo feito pela Kauffman Foundation, estima-se que 43,9% das startups nascidas no Vale do Silício possuem fundadores estrangeiros, o que ressalta a importância econômica dessa classe de cidadãos. Os imigrantes também se beneficiam com a vinda ao Vale, visto que, em suas cidades, o crescimento de seus empreendimentos tornam-se mais lentos e difíceis, por não ter a mesma estrutura daquela região.  

### Sistema de imigração americano
O sistema atual para obtenção de visto de trabalho nos EUA possui bastante barreiras e burocracia. A demora para liberação do documento e suas restrições, como o investimento mínimo comprovado de U$ 125.000, ainda dificultam o desenvolvimento de startups por estrangeiros. Algumas iniciativas do Governo Americano, como o projeto Startup America podem diminuir essas barreiras, e assim aumentar a criação de novos negócios no país. Uma das iniciativas desse projeto tem como meta reformular o visto do tipo EB-5, que abrange investidores estrangeiros que desejam se instalar no país.